# Ricardo Antonio Chavira
Ricardo Antonio Chavira (sinh ngày 1 tháng 9 năm 1971) là một nam diễn viên người Mỹ.